# Molière de la révélation théâtrale
 (juillet 2021).
Si vous disposez d'ouvrages ou d'articles de référence ou si vous connaissez des sites web de qualité traitant du thème abordé ici, merci de compléter l'article en donnant les références utiles à sa vérifiabilité et en les liant à la section « Notes et références ».
Palmarès du Molière de la révélation théâtrale (et nominations).

## Les années 1980
| - 1987 : Ute Lemper dans Cabaret (révélation féminine) - Dominique Blanc, dans La Folle Journée ou le Mariage de Figaro - Fabienne Guyon, dans la Petite Boutique des horreurs - Maria de Medeiros, dans Elvire Jouvet 40 - Yasmina Reza, dans Conversations après un enterrement | - 1987 : Philippe Caubère dans Ariane ou l'Âge d’or (révélation masculine) - Jean-Christophe Lebert, dans Harold et Maude - Fabrice Luchini, dans Voyage au bout de la nuit - Nicolas Vaude, dans Clérambard - Gérard Rinaldi, dans Double mixte |

- 1988 : Thierry Fortineau dans Journal d'un curé de campagne
  - Marianne Basler dans Le Cid
  - Laurence Sémonin dans La Madeleine Proust à Paris
  - Catherine Anne dans Une année sans été
  - Sabine Paturel dans La Menteuse
- 1989 : Élizabeth Macocco dans Callas
  - Marion Bierry dans Journal d'une petite fille
  - Étienne Chicot dans Une absence
  - Jean-Michel Portal dans Une vie de théâtre
  - Muriel Robin dans Les majorettes se cachent pour mourir

## Les années 1990
- 1990 : Redjep Mitrovitsa dans Lorenzaccio
  - Jean-Noël Fenwick pour Les Palmes de monsieur Schutz
  - Stéphane Hillel dans Les Palmes de monsieur Schutz
  - Anouk Grinberg dans Faut pas tuer Maman !
  - Sonia Vollereaux dans Les Palmes de monsieur Schutz
- 1991 : Sophie Marceau dans Eurydice
  - Stéphane Braunschweig dans Les Hommes de neige
  - Philippe Demarle dans Les Enfants Tanner
  - Annie Grégorio dans Coiffure pour dames
  - Anouk Grinberg dans La Maman et la Putain
- 1992 : Stéphane Freiss dans C’était bien
  - Judith Godrèche dans Je veux faire du cinéma
  - Emmanuelle Meyssignac dans L'Antichambre
  - Jacques Rampal dans Célimène et le Cardinal
  - Jean-Pierre Bacri dans Cuisine et Dépendances
- 1993 : Emmanuelle Laborit pour Les Enfants du silence
  - Isabel Karajan dans Macbett
  - Anne Jacquemin dans Monsieur Klebs et Rozalie
  - Isabelle Carré dans On ne badine pas avec l'amour
  - Stanislas Nordey dans La Dispute
- 1994 : Éric-Emmanuel Schmitt (auteur) pour Le Visiteur
  - Marc Duret dans Les Grandes Personnes
  - Samuel Labarthe dans Ce qui arrive et ce qu'on attend
  - Beata Nilska dans La Fille à la trompette
  - Adrien de Van dans L'Ampoule magique
- 1995 : Didier Bezace dans La femme changée en renard
  - Coraly Zahonero dans La Double Inconstance
  - Florence Viala dans Occupe-toi d'Amélie
  - Charlotte Gainsbourg dans Oléanna
  - Muranyi Kovacs dans La Chambre d'amis
- 1996 : Nathalie Cerda dans Piaf, je t’aime
  - Elisa Prévand dans Le Refuge
  - Éric Métayer dans Aimez-moi les uns les autres
  - Francis Lalanne dans L'Affrontement
  - Marie Gillain dans Le Journal d'Anne Frank
- 1997 : Sandrine Kiberlain dans Le Roman de Lulu
  - Pierre Cassignard dans Les Jumeaux vénitiens
  - Valérie Karsenti dans Accalmies passagères
  - Julie-Anne Roth dans Sylvia
  - Bruno Subrini dans Le Faucon

| - 1998 : Isabelle Candelier dans André le Magnifique (révélation féminine) - Garance Clavel dans Après la répétition - Océane Mozas dans Les Reines - Lysiane Meis dans Une table pour six - Élisabeth Vitali dans Horace | - 1998 : Nicolas Vaude dans Château en Suède et Michel Vuillermoz dans André le Magnifique ex æquo (révélation masculine) - Marc Fayet dans Popcorn - Marc Hollogne dans Marciel monte à Paris - Pierre-Olivier Mornas dans Popcorn |

| - 1999 : Marie-Christine Orry dans L'Atelier (révélation féminine) - Pétronille de Saint Rapt dans Le Sabotage amoureux - Marina Hands dans Le Bel Air de Londres - Sarah Haxaire dans Après la pluie - Valentine Varela dans Partage de midi - Barbara Schulz dans Les Portes du ciel | - 1999 : Denis Podalydès dans Le Revizor (révélation masculine) - Nicolas Briançon dans Jacques et son maître - Frédéric Quiring dans Pâte feuilletée - Micha Lescot dans Victor ou les Enfants au pouvoir - Samuel Le Bihan dans Un tramway nommé Désir |

## Les années 2000
| - 2000 : Irina Brook dans Résonances (révélation féminine) - Beata Nilska dans À torts et à raisons - Valérie Bonneton dans Jacques et Mylène - Laurence Côte dans Hôtel des deux mondes - Gwendoline Hamon dans Le Nouveau Testament | - 2000 : Christian Hecq dans La Main passe (révélation masculine) - Benjamin Boyer dans Leçon de nuit - François Feroleto dans À torts et à raisons - Serge Hazanavicius dans Résonances - Jérôme Kircher dans Résonances |

| - 2001 : Barbara Schulz dans Joyeuses Pâques (révélation féminine) - Sylvie Blotnikas dans Antoine et Catherine - Léa Drucker dans Danny et la grande bleue - Françoise Gillard dans Le Mal court - Corinne Jaber dans Une bête sur la lune | - 2001 : Édouard Baer dans Cravate Club (révélation masculine) - Simon Abkarian dans Une bête sur la lune - Daniel Besse dans Les Directeurs - Benoît Giros dans Ladies night - Patrick Lizana dans Comédie sur un quai de gare |

| - 2002 : Rachida Brakni dans Ruy Blas (révélation féminine) - Françoise Gillard dans Le Mal court - Eva Green dans Jalousie en trois fax - Hélène Seuzaret dans Plus vraie que nature - Agnès Sourdillon dans L'École des femmes | - 2002 : Éric Elmosnino dans Léonce et Léna (révélation masculine) - Yannis Baraban dans Bent - Benjamin Boyer dans Bent - Thomas Joussier dans Visites à Mister Green - Robert Plagnol dans Leo |

| - 2003 : Valérie Karsenti dans Un petit jeu sans conséquence (révélation féminine) - Emma de Caunes dans La Nuit du thermomètre - Julie Delarme dans Les Femmes avec leur amour - Mélanie Doutey dans L'Éventail de Lady Windermere - Marina Hands dans Phèdre | - 2003 : Marc Fayet dans Un petit jeu sans conséquence (révélation masculine) - Michaël Cohen dans La Preuve - Vincent Elbaz dans Hysteria - Xavier Gallais dans Beaucoup de bruit pour rien - Frédéric Andrau dans La Nuit du thermomètre |

| - 2004 : Marie Vincent dans Comme en 14 (révélation féminine) - Laura Benson, dans George, une vie de chat - Léa Drucker, dans 84 Charing Cross Road - Alexandra Lamy, dans Théorbe - Cendrine Orcier, dans La Femme vindicative | - 2004 : Xavier Gallais dans Roberto Zucco (révétation masculine) - Grégori Baquet, dans La Belle Mémoire - Loïc Corbery, dans Le Jour du destin - Éric Verdin, dans Portrait de famille - Aurélien Wiik, dans Les Amazones |

| - 2005 : Emmanuelle Bougerol dans Les Muses orphelines (révélation féminine) - Marie-Julie Baup dans Amadeus - Sabrina Kouroughli dans J'étais dans ma maison et j'attendais que la pluie vienne - Cécile Sanz de Alba dans Les Fausses Confidences | - 2005 : Micha Lescot dans Musée haut, musée bas (révélation masculine) - Sébastien Accart dans La Version de Browning - Olivier Constant dans Un obus dans le cœur - Lorànt Deutsch dans Amadeus - Pascal Rénéric dans Oncle Paul |

| - 2006 : Marilou Berry dans Toc toc (révélation féminine) - Émilie Cazenave dans Occupe-toi d'Amélie - Caroline Maillard dans La Sainte Catherine | - 2006 : James Thierrée dans La Symphonie du hanneton (révélation masculine) - Didier Brice dans La Sainte Catherine - Olivier Marchal dans Sur un air de tango |

| - 2007 : Sara Giraudeau dans La Valse des pingouins (révélation féminine) - Claire Pérot dans Cabaret - Mélanie Thierry dans Le Vieux Juif blonde | - 2007 : Julien Cottereau dans Imagine-toi (révélation masculine) - Arié Elmaleh dans Irrésistible - Fabian Richard dans Cabaret |

- 2008 : Raphaëline Goupilleau dans Une souris verte
  - Sarah Biasini dans L'Antichambre
  - Thibaut Corrion dans Le Cid
  - Clotilde Hesme dans La Seconde Surprise de l'amour
  - Julie-Marie Parmentier dans La Petite Catherine de Heilbronn
  - Aymen Saïdi dans La Vie devant soi

| - 2009 : Aude Briant dans Le Journal à quatre mains (révélation féminine) - Nouara Naghouche dans Sacrifices | - 2009 : David Lescot dans La Commission centrale de l'enfance (révélation masculine) - Julien Alluguette dans Equus |

## Les années 2010
| - 2010 : Alice Belaïdi dans Confidences à Allah (révélation féminine) - Andréa Bescond dans Les 39 marches - Mélanie Laurent dans Promenade de santé - Agnès Pontier dans Yaacobi et Leidental | - 2010 : Guillaume Gallienne dans Les garçons et Guillaume, à table ! (révélation masculine) - Maxime d'Aboville dans Journal d'un curé de campagne - Sylvain Creuzevault dans Notre terreur - Alexandre Zambeaux dans Parole et Guérison |

| - 2011 : Georgia Scalliet dans Les Trois Sœurs (jeune talent féminin) - Aurore Auteuil dans Le Vieux Juif blonde - Anaïs Demoustier dans Le Problème - Audrey Lamy dans Audrey Lamy- Dernières avant Vegas | - 2011 : Guillaume Marquet dans Le Dindon (jeune talent masculin) - Grégory Benchenafi dans Mike - Laurent Cazanave dans Brume de dieu - Benjamin Jungers dans La Maladie de la famille M. - Davy Sardou dans Le Nombril |

| - 2014 : Jeanne Arènes dans Le Cercle des illusionnistes (jeune talent féminin) - Anne-Élisabeth Blateau dans Le Fils du comique - Marion Malenfant dans Norma Jean - Hélène Viviès dans En travaux | - 2014 : Grégori Baquet dans Un obus dans le cœur (jeune talent masculin) - François Deblock dans Paroles gelées - Jean-Baptiste Maunier dans La Chanson de l'éléphant - Niels Schneider dans Roméo et Juliette |

| - 2015 : Marie Rémond dans Yvonne, princesse de Bourgogne (révélation féminine) - Éléonore Arnaud dans La Discrète amoureuse - Gaëlle Billaut-Danno dans Célimène et le Cardinal - Roxane Duran dans Les Cartes du pouvoir - ValentineGaley dans L'École des femmes - Nathalie Mann dans La Grande Nouvelle | - 2015 : François Deblock dans Chère Elena (révélation masculine) - Félix Beaupérin dans Si on recommençait - Alexis Moncorgé dans Le Bonheur des Dames - David Murgia dans Discours à la Nation |

| - 2016 : Géraldine Martineau dans Le Poisson belge - Sandrine Molaro dans Madame Bovary - Mathilde Bisson dans Fleur de cactus - Ophélia Kolb dans La Médiation | - 2016 : Alexis Moncorgé dans Amok - Julien Dereims dans Libres sont les papillons - Nicolas Martinez dans Ça n’arrive pas qu’aux autres - Julien Alluguette dans Les Vœux du cœur |

| - 2017 : Anna Cervinka dans Les Enfants du silence et dans Vania - Hélène Degy dans La Peur - Delphine Depardieu dans Le Dernier Baiser de Mozart - Mélodie Richard dans La Mouette | - 2017 : Guillaume Sentou dans Edmond - Fabio Marra dans Ensemble - Christophe Montenez dans Les Damnés - Matthieu Sampeur dans La Mouette |

| - 2018 : Julie Cavanna dans Adieu monsieur Haffmann - Aïda Asgharzadeh dans La Main de Leïla - Vanessa Cailhol dans La Dame de chez Maxim - Flore Vannier-Moreau dans Clérambard | - 2018 : Rod Paradot dans Le Fils - Arnaud Denis dans Jean Moulin, évangile - Arthur Fenwick dans Le Lauréat - Antoine Guiraud dans Clérambard |

| - 2019 : Ariane Mourier dans Le Banquet - Émeline Bayart dans Fric-Frac - Alice Dufour dans Le Canard à l'orange - Justine Thibaudat dans Kean | - 2019 : Valentin de Carbonnières dans Sept morts sur ordonnance - Harrison Arevalo dans Les Idoles - Aurélien Chaussade dans Qui a peur de Virginia Woolf ? - Rudy Milstein dans J'aime Valentine mais bon... |

## Les années 2020
| - 2020 : Élodie Menant dans Est-ce que j’ai une gueule d’Arletty ? de Éric Bu et Élodie Menant, mise en scène Johanna Boyé - Pauline Clément dans La Puce à l'oreille de Georges Feydeau, mise en scène Lilo Baur - Aurore Frémont dans Électre des bas-fonds de Simon Abkarian, mise en scène Simon Abkarian - Marie-Camille Soyer dans Une histoire d’amour d’Alexis Michalik, mise en scène Alexis Michalik - 2022 : Salomé Villiers dans Le Montespan de Jean Teulé, mise en scène Etienne Launay - Suzanne de Baecque dans La Seconde Surprise de l’amour de Marivaux, mise en scène d’Alain Françon - Laetitia Casta dans Clara Haskil, prélude et fugue de Serge Kribus, mise en scène Safy Nebbou - Caroline Rochefort dans Changer l’eau des fleurs de Mikaël Chirinian et Caroline Rochefort d’après Valérie Perrin, mise en scène Delphine Brouard, Mikaël Chirinian et Salomé Lelouch - 2023 : Lison Pennec dans Glenn, naissance d'un prodige d’Ivan Calbérac, mise en scène Ivan Calbérac - Vanessa Cailhol dans Je ne cours pas, je vole ! d'Élodie Menant, mise en scène Johanna Boyé - Léa Lopez dans La Reine des neiges, l'histoire oubliée de Johanna Boyé et Élisabeth Ventura, mise en scène Johanna Boyé - Anna Mihalcea dans Les Filles aux mains jaunes de Michel Bellier, mise en scène Johanna Boyé - 2024 : Olivia Pavlou-Graham dans 4211 km - Justine Bachelet dans Après la répétition/persona - Nassima Benchicou dans Freud et la femme de chambre - Lucie Brunet dans Denali - Lila Houel dans Daddy - Cléo Sénia dans Music-Hall Colette - 2025 : Juliette Béhar dans Du charbon dans les veines de Jean-Philippe Daguerre, mise en scène Jean-Philippe Daguerre - Suzanne de Baecque dans Tenir debout de Suzanne de Baecque, mise en scène Suzanne de Baecque - Juliette Damy dans The Loop de Robin Goupil, mise en scène Robin Goupil - Edith Proust dans Le Soulier de satin de Paul Claudel, mise en scène Eric Ruf | - 2020 : Brice Hillairet dans La Souricière d’Agatha Christie, mise en scène Ladislas Chollat - Jean Chevalier dans Fanny et Alexandre d’Ingmar Bergman, mise en scène Julie Deliquet - Grégory Corre dans Les Passagers de l’aube de Violaine Arsac, mise en scène Violaine Arsac - Teddy Melis dans Dom Juan de Molière, mise en scène Jean-Philippe Daguerre - 2022 : Benoît Cauden dans Les Producteurs de Mel Brooks, mise en scène Alexis Michalik - Anthony Audoux dans Héritiers de Nasser Djemaï, mise en scène Nasser Djemaï - Kamel Isker dans Là-bas, de l’autre côté de l’eau de Pierre-Olivier Scotto, mise en scène de Xavier Lemaire - Maxime Taffanel dans Cent mètres papillon de Maxime Taffanel, mise en scène de Nelly Pulicani - 2023 : Thomas Gendronneau dans Glenn, naissance d'un prodige, d'Ivan Calbérac, mise en scène Ivan Calbérac - Alexandre Faitrouni dans Smile de Dan Menasche et Nicolas Nebot, mise en scène Nicolas Nebot. - Mexianu Medenou dans Tropique de la violence d'Alexandre Zeff, mise en scène Alexandre Zeff - Thomas Poitevin dans Thomas joue ses perruques - Deluxe édition de Yannick Barbe, Stéphane Foenkinos, Hélène François et Thomas Poitevin, mise en scène Hélène François - 2024 : Ethan Oliel dans Le Cercle des poètes disparus - Audran Cattin dans Le Cercle des poètes disparus - Martin Karmann dans Je m’appelle Asher Lev - Garlan Le Martelot dans Courgette - Louis Peres dans Daddy - Hey Yuming dans Les Bonnes - 2025 : Vassili Schneider dans La prochaine fois que tu mordras la poussière d’après Panayotis Pascot, mise en scène Paul Pascot - Axel Auriant dans Numéro deux d’après David Foenkinos, mise en scène Sophie Accard - Pascal Cesari dans L’Avare de Molière, mise en scène Clément Poirée - Romain Gy dans Les Forces vives de Camille Dagen et Emma Depoid, d’après Simone de Beauvoir, mise en scène Camille Dagen |